# Екзоним
Екзонимът е дума, отнасяща се до група хора, която не съвпада с думата, с която тя нарича себе си.
От друга страна думата, с която тази група от хора се назовава сама, се обозначава с термина ендоним, или също автоним.

## Етимология
Думата екзоним произлиза от гръцките ексо (отвън) и онома (име).
Произходът на ендоним и автоним отново е от гръцки – ендон – „отвътре“ и съответно авто – „само-“, и онома, т.е. „име“. Буквално – самоназвание.

## Примери
- В славянските езици често хората от Германия биват наричани немци, тъй като германските племена не разбирали славянските езици, от където идва и екзонимът, който означава неми.
- Екзонимът „Германия“ влязъл в българския език от руски и е родствен на английското Germany – форми, от своя страна произлизащи от римското наименование на тези земи, което се обособило от галска дума за северните германски племена, най-вероятно означаваща „съсед“. Френският екзоним за същата държава е Allemagne, а съответстващият ендоним на днешен немски е Deutschland.
- Гърция, отново от руското Греция е екзонимът, който съответства на ендонима Ελλάδα (Елада).

## Специфика
Възможно е екзонимите да произлизат от различни корени, както при Deutschland, Germany и Allemagne. Друг вариант е наименованията в различните езици да са родствени думи, които са се изменили в произношението или правописа. Например, наименованието на London на френски, испански и португалски е Londres, Londen е на холандски, Londra на италиански, румънски и турски, Londýn на чешки и словашки, Londyn на полски, Lundúnir на исландски, Lontoo на фински, а на български то се произнася и записва на кирилица в оригиналия вариант на ендонима си. Някои езици използват правописа на ендонима, но изменят произношението му, с което го превръщат в екзоним. Английското и немското произношение на Paris (Париж), например, е различно от френското, където „s“ е нямо, но правописът им е идентичен.
Екзонимите могат да бъдат също така разделени на собствени и заимствани, например от трети език. Така на български използваме заимствани от или родствени на много от екзонимите, влезли през руски.